# Остоја Дулић
Остоја Дулић (Доње Ратково 28. јануар 1950) је просвјетни и политички радник из Републике Српске.

## Биографија
Рођен је 1950. године, у селу Доње Ратково, општина Кључ. Основну школу завршио је у Ситници, гимназију у Кључу, Филозофски факултет – смјер јужнословенске књижевности и српскохрватски језик у Новом Саду 1954. године. У току студирања као активиста студентске организације радио у Предсједништву СС Србија као представник СС Војводине. Југословенску народну армију служио је 1974/75. године у СР Словенији у гарнизонима Шкофја Лока и караула Радече – Планица. Године 1975. се запошљава у средњој школи у Мркоњић Граду, гдје као професор и директор Гимназије проводи највећи дио свог радног вијека. У пет сазива бива изабран у Скупштину општине Мркоњић Град као делегат, одборник. У једном периоду (1988–1990) био је и предсједник СО Мркоњић Град.
У периоду Oдбрамбено-отаџбинског рата (1992–1995), од првих ратних дејстава, ослобођења Купреса, до Дејтонског мировног споразума, учествује у ратним догађајима као борац и као старјешина, прво у 13. партизанске бригаде, затим у 7. моторизованој бригади. У дејствима на положају Доње Равно 7. јуна 1992. године бива тешко рањен, a прије завршетка лијечења на захтјев Команде 30. лаке пјешадијске дивизије долази у ову Команду као референт за морал и информисање у органу за морал. У органу за морал остаје до 10. марта 1996. када се демобилише.
У току тог периода извршавао је разне задатке, у зависности од ситуације. Током школовања, рада и ратовања настоји да својим ставом и критичко-аналитичким односом допринесе унапређењу организације и садржаја послова којима се бавио. Као студентски активиста сарађује са Индексом, листом Новосадског универзитета. У једном периоду сарађује и са Сремским новинама из Сремске Митровице, у вријеме рата уређује Билтен 30. лаке пјешадијске дивизије, а послије тога као члан редакције сарађује са листом Планина и пише за њега. У оквиру редовних задатака на информисању сарађује са прес-центром 1.Крајишког корпуса и са листом Српски борац.
У послијератном периоду своју активност усмјерава на унапређење рада ЗУ Змијање гдје као члан ревије Змијање ради на њеном осмишљавању и унапређивању. У периоду интензивне активности у ЗУ Змијање у више наврата учествује у жирирању за Кочићеву награду и за Награду Змијањче. Узима активно учешће у Борачкој организацији Републике Српске – од њеног оснивања, у два сазива је био члан скупштине БОРС и њених комисија (за информисање и историју и документацију).